# Lichenochora atrans
Lichenochora atrans är en lavart som beskrevs av Halici, K. Knudsen & Candan 2009. Lichenochora atrans ingår i släktet Lichenochora, ordningen Phyllachorales, klassen Sordariomycetes, divisionen sporsäcksvampar och riket svampar.   Inga underarter finns listade i Catalogue of Life.